# مقاطعة ألبمارل (فيرجينيا)
 مقاطعة ألبمارل  (بالإنجليزية:  Albemarle County)‏ هي إحدى المقاطعات في ولاية فيرجينيا في الولايات المتحدة الأمريكية.

## توأمة
لمقاطعة ألبمارل (فيرجينيا) اتفاقيات توأمة مع:
- براتو

## أعلام
- جون ويليام كلارك واتسون
- جون ووكر
- وليام ف جوردون
- جيمس مونرو
- جون دبليو. نوبل
- جون هارفي
- جورج تاكر
- أندرو ستيفنسون
- بيتر جيفرسون
- جون كروسبي